# Lokomotiva ČS4
ČS4 (rusky ЧС4 jako československá) je elektrická lokomotiva vyráběná v letech 1965–1970 v Československu v podniku Škoda (tovární typ 52E, celkový počet 230 kusů) pro export do Sovětského svazu. Tyto šestinápravové stroje byly určeny pro provoz pod střídavým napětím 25 kV, 50 Hz.
Jeden kus řady ČS4 byl v roce 1968 rekonstruován na řadu S 699.1 (později řada 260) a využíván na ŽZO Cerhenice až do roku 1990, kdy byl zrušen.
Od roku 1971 byla vyráběna modernizovaná verze ČS4T s plechovou skříní a elektrodynamickou brzdou.